# Castillo de Blois
El castillo de Blois, situado en la localidad de Blois (Francia) es uno de los castillos del Loira que fueron declarados Patrimonio de la Humanidad por la Unesco en 2000.
Construido sobre el castillo medieval de los condes de Blois,fue unas de las residencias principales de los reyes de Francia durante el Renacimiento, desde el reinado de Luis XII (1498-1515) hasta Enrique III (1574-1589).
Ubicado en el casco histórico de la ciudad de Blois, a orilla derecha del río Loira, el castillo de Blois reúne en torno a un mismo patio un panorama de la arquitectura francesa desde la Edad Media hasta la época clásica, lo que lo convierte en un edificio clave para comprender la evolución de la arquitectura a lo largo de los siglos. Los apartamentos reales restaurados están amueblados y decorados con pinturas policromadas del siglo XIX, creadas por Félix Duban siguiendo la línea de los restauradores contemporáneos de Viollet-le-Duc.

## Historia

### Edad Media

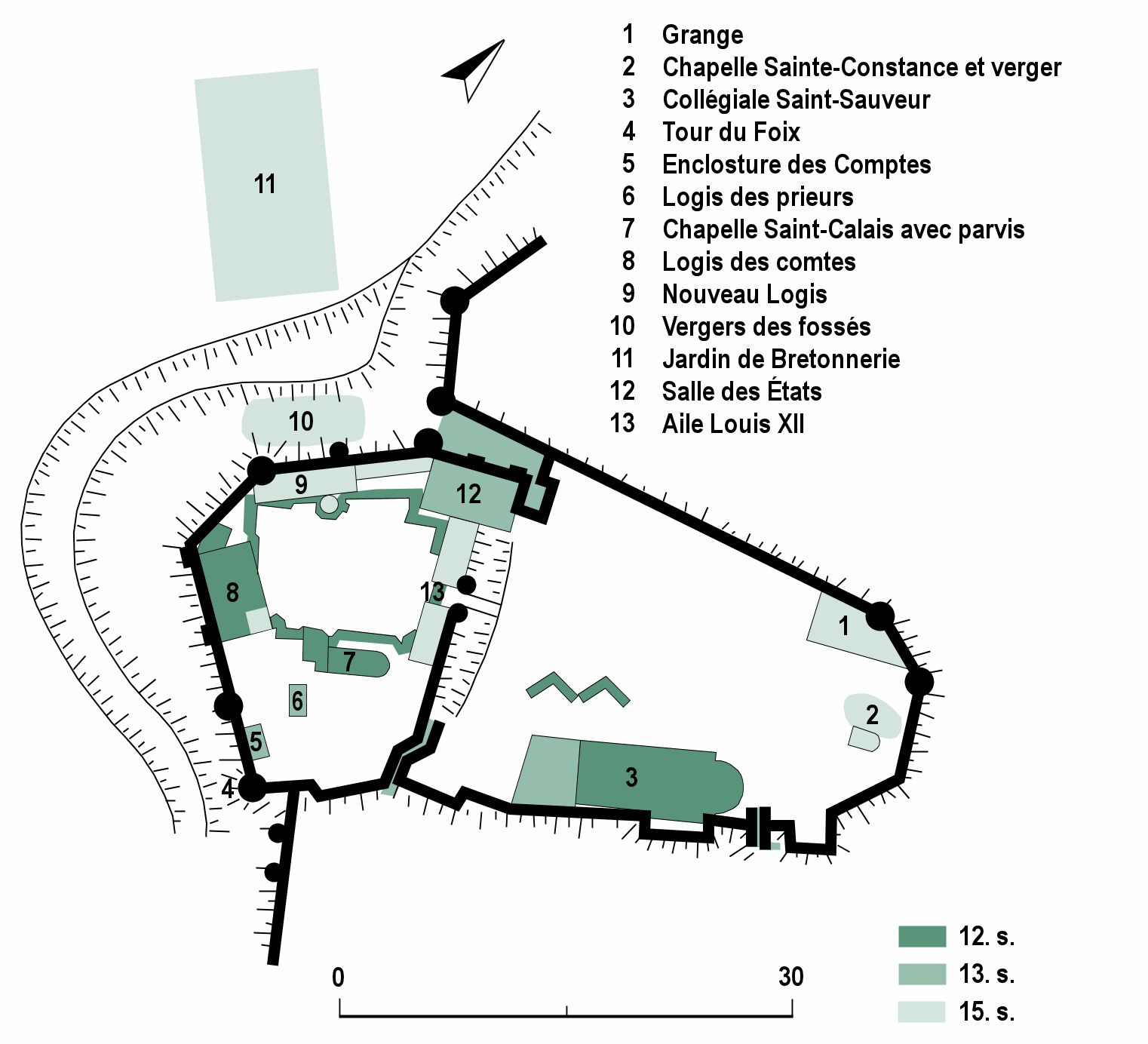
Plano de la explanada del castillo de Blois en la Edad Media.

En el 854, durante el reinado de Carlos el Calvo, el Blisum castrum (lit. "castillo de Blois"), construido a orillas del río Loira, fue atacado por vikingos. En los siglos X y XI, la fortaleza reconstruida se encontraba en el corazón de una vasta región cuyos señores fueron los condes de Blois. Sus posesiones se extendieron a los alrededores de Blois y Chartres hasta Champaña. La primera fortaleza, el "torreón", la construyó Teobaldo el Tramposo a mediados de siglo X. Hacia el 1080, un cartulario cita al conde Teobaldo III de Blois (también llamado Teobaldo I de Champaña) impartiendo justicia "en la fortaleza de Blois, en la explanada, detrás del palacio, cerca de la torre, en el parterre situado entre las cámaras de fuego del palacio". A finales del XII se construyó en la explanada la colegiata de San Salvador.  
En el siglo XIII, el castillo fue consolidado por la rama borgoñona de la Casa de Blois : la de Châtillon. El cronista Jean Froissart describió el edificio como "hermoso y grande, fuerte y rico, uno de los más bellos del reino de Francia". El último descendiente de la familia de Châtillon, Guido II de Blois, vendió la residencia y el condado en 1392 a Luis de Valois, hermano del rey Carlos VI, quien tomó posesión de ellos en 1397 cuando falleció Guido II. Cuando Luis fue asesinado en París en 1407 por orden de Juan sin Miedo, su viuda, Valentina Visconti, se marchó a vivir a Blois, donde murió al año siguiente, habiendo hecho grabar en los muros del castillo las siguientes palabras: «Rien ne m'est plus, plus ne m'est rien» ("Nada es más para mí, más es nada para mí"). Su hijo Carlos I de Orleans fue hecho prisionero durante la desastrosa batalla de Azincourt en el 1415.  
En el 1429, antes de su partida para levantar el sitio de Orleans, Juana de Arco fue bendecida en la capilla del castillo de Blois por el arzobispo-duque de Reims, Regnault de Chartres.  
Tras 25 años de cautiverio, Carlos de Orleans regresó al castillo de Blois y organizó una corte de eruditos a su alrededor. Durante los cerca de 25 años que vivió allí, emprendió la demolición de partes del antiguo castillo para hacerlo más habitable. De la fortaleza de esta época, sólo se conserva en el castillo actual el gran Salón de los Estados Generales, que data del siglo XIII y la torre cilíndrica del Foix.  

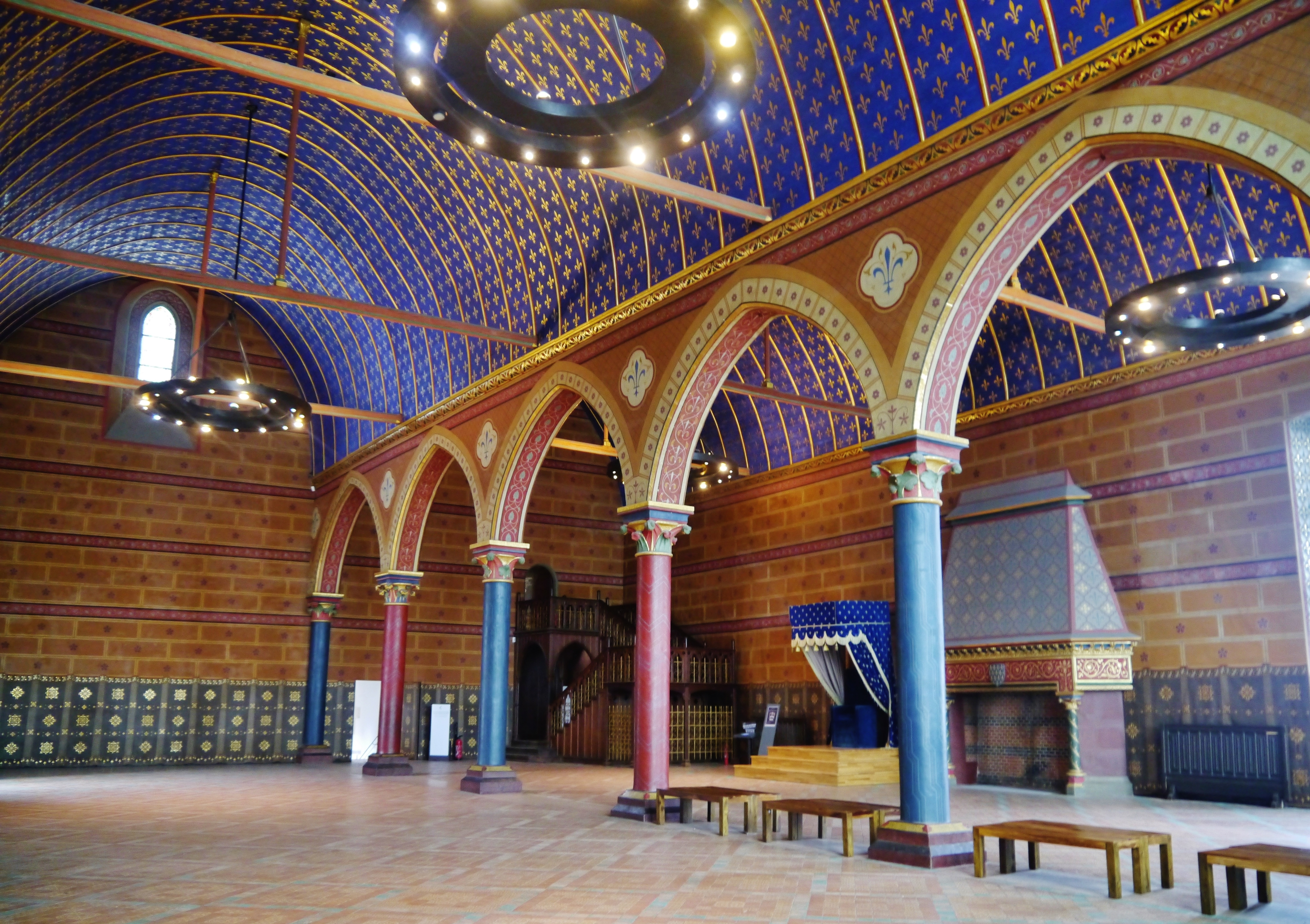
Salón de los Estados.

### Renacimiento

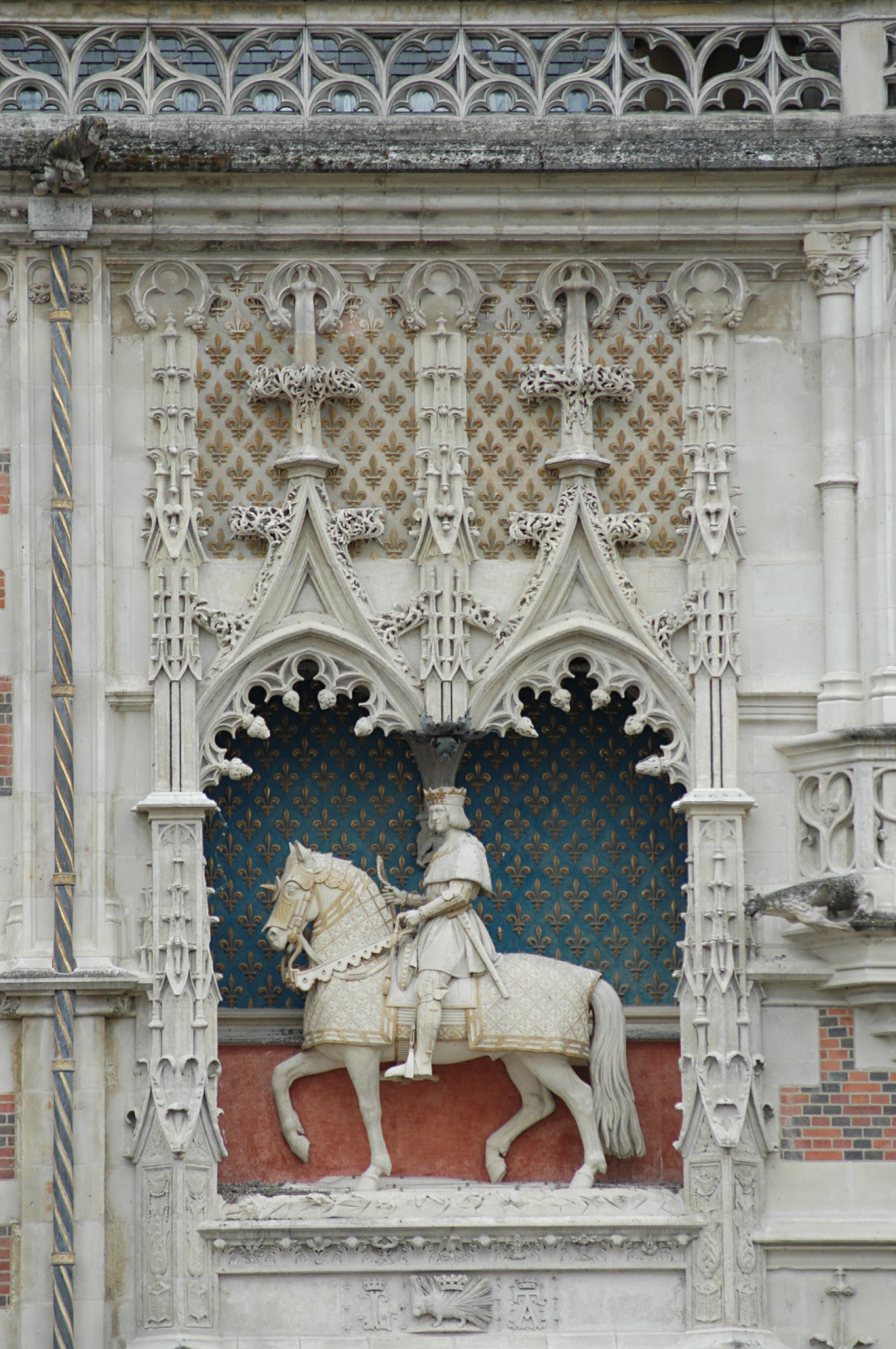
Estatua ecuestre de Luis XII, destruida en 1792 pero restaurada por Charles Émile Seurre en 1857 (ala de Luis XII): abajo, el puercoespín, símbolo del rey (cuyo lema era "Qui s'y frotte s'y pique": lo frotas, lo picas), la letra L de Luis XII y la letra A, emblema de Ana de Bretaña. El caballo levanta ambas patas derechas al mismo tiempo, lo que significa que está en ambladura, un paso habitual en aquella época.

El 27 de junio de 1462, nació en el castillo Luis II de Valois, hijo de Carlos I de Orleans. Tras la muerte de su primo el rey Carlos VIII sin hijos, el duque se convirtió en rey de Francia en 1498 con el nombre de Luis XII. El castillo medieval de los condes de Blois pasó a ser la residencia real y Luis lo convirtió en su residencia principal, en detrimento del castillo de Amboise. Entre 1498 y 1503, Luis XII emprendió, con Ana de Bretaña (su esposa desde 1499), una reconstrucción del castillo en lo que más tarde se llamó estilo Luis XII, combinando el estilo gótico radiante con elementos ya pertenecientes al estilo renacentista. El edificio sin fortificaciones se construyó bajo la dirección de los arquitectos Colin Biart y Jacques Sourdeau (que también trabajó en la construcción del ala Francisco I), y la creación de un jardín renacentista hoy desaparecido. También se reconstruyó la capilla de San Carilefo. Privilegiado por Luis XII como residencia de invierno, el castillo de Blois se convirtió en escenario de varios encuentros diplomáticos: la boda del duque César Borgia en 1499; recepción del rey Felipe I de Castilla en 1501; boda del marqués Guillermo IX de Montferrato con Ana de Alenzón en 1508; compromiso de la reina Margarita de Navarra con el duque Carlos IV de Alenzón en 1509; estancias del diplomático Nicolás Maquiavelo en 1501 y 1510. También allí se firmaron cuatro tratados en esta época:
- el Primer Tratado de Blois de 1504 acordando el matrimonio entre Carlos de Habsburgo y la princesa Claudia de Francia;
- el Segundo (1505) estipulando el matrimonio entre Fernando el Católico y Germana de Foix;
- el Tercero (1509) en el que Fernando el Católico se comprometió a ayudar al emperador Maximiliano de Austria en Italia;
- el Cuarto (1512) en el que los reinos de Francia y Navarra formalizaron su neutralidad recíproca.

El 9 de enero de 1514, la reina Ana de Bretaña murió en el castillo. Sus funerales se celebraron en la colegiata del San Salvador, cerca del castillo.

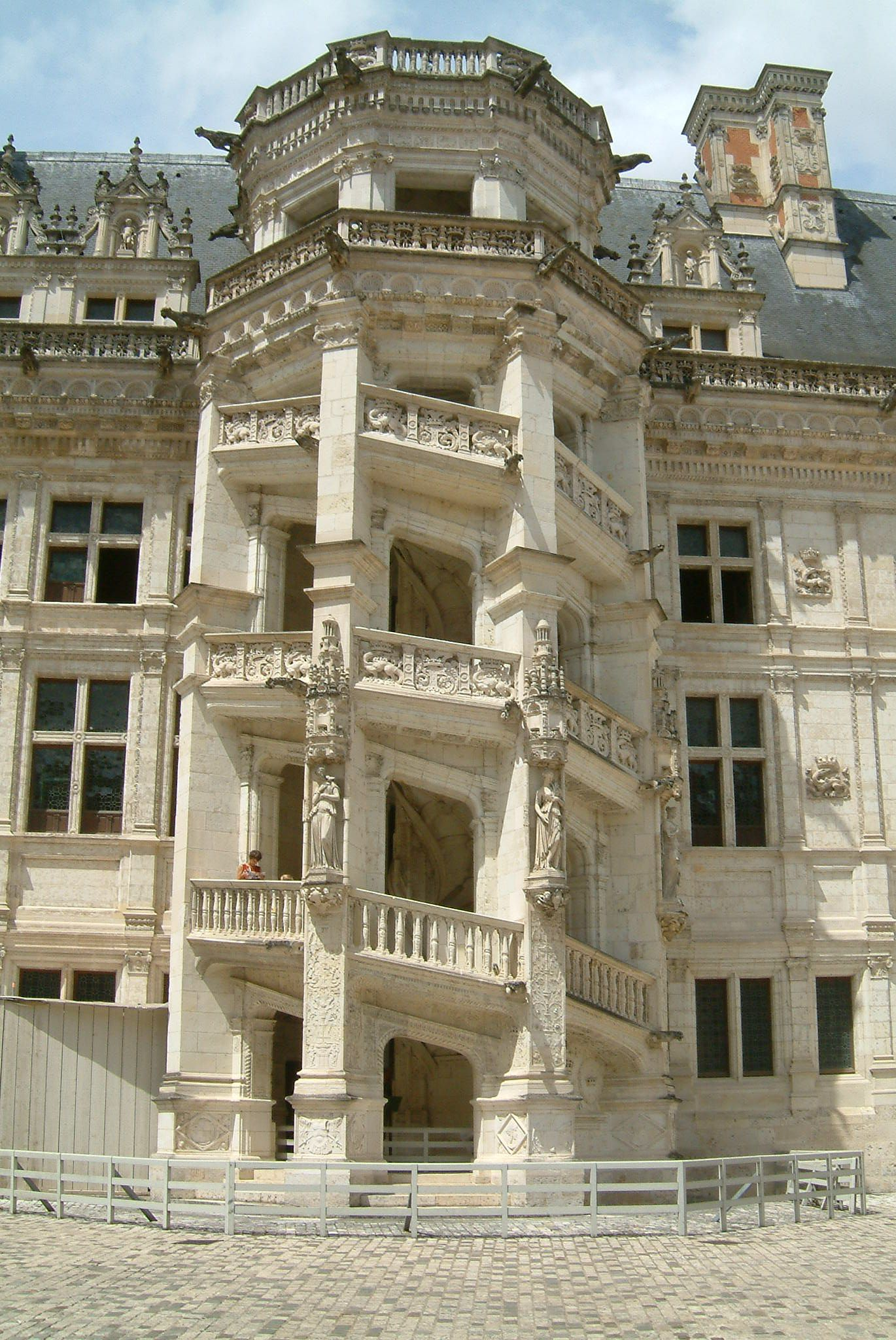
Escalera monumental, ala Francisco I.

Claudia de Francia, hija de Luis XII y Ana de Bretaña, se casó en 1514 con su primo Francisco de Angulema, bisnieto de Luis de Valois. Éste subió al trono en 1515 y Claudia, con la intención de abandonar el castillo de Amboise, amuebló el castillo de Blois para albergar a la corte. Ese mismo año, Francisco I inicia la construcción de una nueva ala, de estilo renacentista, e inicia una de las colecciones de libros más importantes de la época. Se encargó la dirección de las obras al arquitecto italiano Domenico da Cortona, autor de la escalera monumental. Sin embargo, tras la muerte de su esposa en el castillo en 1524, la construcción se detuvo; Francisco I abandonó el castillo de Blois en favor del castillo de Fontainebleau, adonde envió la impresionante biblioteca para fundar la Biblioteca Nacional de Francia. Sin embargo, Blois no fue abandonado ya que Claudia había dado a luz allí a siete hijos, y Blois se convirtió así en una especie de "guardería" real donde se educaron los hijos reales hasta Catalina de Médici. El 18 de octubre de 1534, el castillo fue escenario del Asunto de los Pasquines: los partidarios de la Iglesia reformada colocaron clandestinamente panfletos contra la misa, incluso en la puerta del dormitorio del rey. Este asunto marcó el inicio de la represión del protestantismo en Francia, tras un periodo de relativa tolerancia.
Siempre lugar de celebraciones, Blois recibió la visita del rey Carlos I de España en 1539, y fue en Blois donde Pierre de Ronsard conoció a Cassandra Salviati en un baile en abril de 1545, quien inspiró Les Amours de Cassandre. El hijo de Francisco I, Enrique II, fue coronado rey de Francia e hizo su entrada solemne en Blois en agosto de 1547. En 1556, Catalina de Médici hizo representar ante el rey la tragedia Sofonisba, primera obra que respeta la regla clásica de las tres unidades.
El castillo de Blois siguió siendo la residencia principal de los sucesores de Enrique II y, en particular, de Francisco II y Carlos IX. Francisco II pasó allí el invierno de 1559 con su esposa María Estuardo, que se había criado allí. En 1571, el almirante Gaspar de Coligny vuelve a ser del agrado de Carlos IX y de la reina madre. En 1572, se firma allí un tratado con Inglaterra y en abril se celebra en la capilla el compromiso de Enrique de Navarra (futuro Enrique IV) y Margarita de Valois. Fue en Blois donde Enrique III convocó los Estados Generales en 1576-1577, que se celebraron en el Salón de los Estados ("Salle des États"). A continuación, Enrique III tuvo que convocar los Estados Generales de 1588-1589. En el castillo, en su habitación del segundo piso, hizo matar a su enemigo, el duque de Guisa, el 23 de diciembre de 1588; el hermano de éste, el cardenal de Guisa, fue asesinado al día siguiente. Pocos días después, el 5 de enero de 1589, murió allí la reina Catalina de Médici.

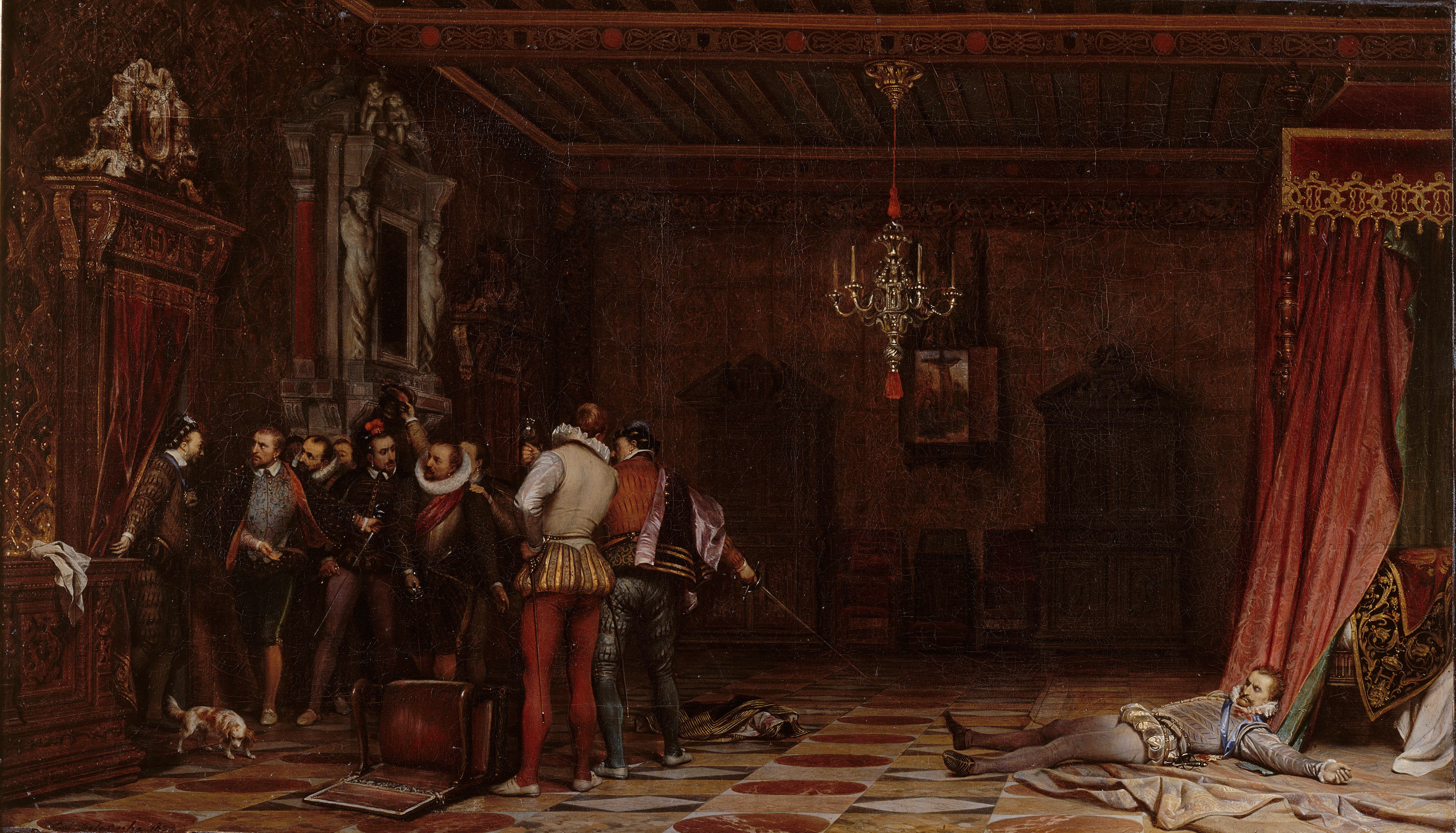
Réplica del cuadro El asesinato del duque de Guisa, de Paul Delaroche (1834), castillo de Blois.

### Antiguo Régimen
El castillo fue ocupado por el sucesor de Enrique III, Enrique IV, que permaneció en él en 1589, 1598 y 1599. En 1598, inició nuevas construcciones en el castillo, conocidas por los cianotipos de Jacques Androuet du Cerceau. En particular, encargó a Arnaud de Saumery la construcción de una galería de 200 metros de largo al final del jardín de Luis XII. Sin embargo, estos proyectos nunca se llevaron a cabo e incluso se derrumbaron en 1756. Tras la muerte de Enrique IV en 1610, el castillo se convirtió en lugar de exilio para su viuda María de Médici, y fue habitado por Richelieu, tras una visita de Luis XIII y la reina madre Ana de Austria en 1616. Relegada a Blois en 1617 por su hijo Luis XIII, María de Médici se comprometió a construir un pabellón en el ángulo noroeste, que confió al arquitecto Salomon de Brosse. Una inscripción en el sótano del ala Gastón de Orleans lo atestigua. Tras dos años de cautiverio, la Reina Madre escapó del castillo durante la noche del 21 al 22 de febrero de 1619, según la leyenda, con la ayuda de una escalera de cuerda, pero más probablemente aprovechando las obras que allí se realizaban, tras lo cual se reconcilió temporalmente con su hijo.

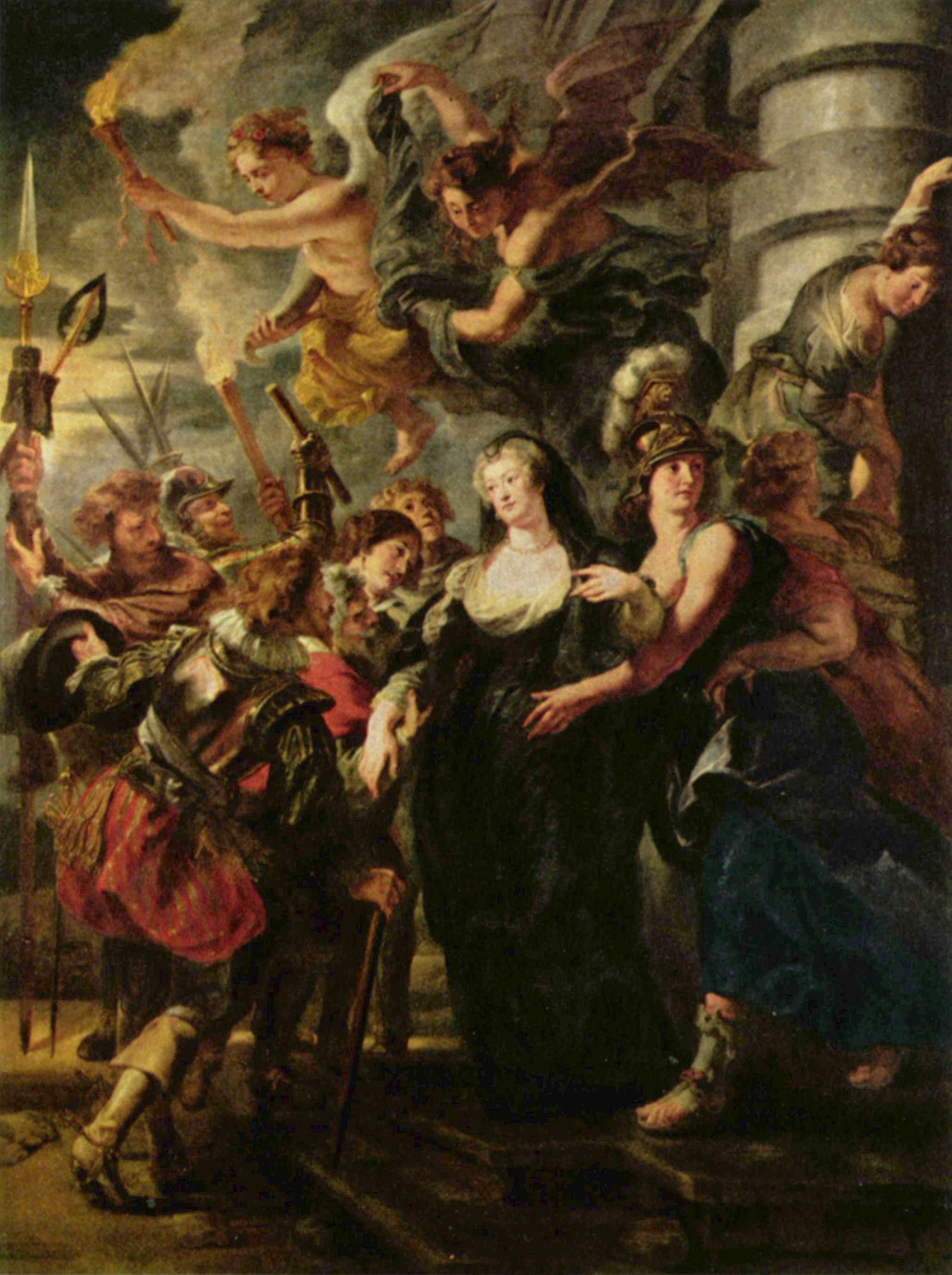
La marcha de Blois, por Pedro Pablo Rubens, París, Museo del Louvre.

En 1626, Luis XIII concedió el condado de Blois a su hermano Gastón de Orleans como regalo de bodas. Éste se trasladó allí en 1634. Gastón siempre sintió un profundo afecto por el castillo, afirmando que "el aire de Blois le curaba". En 1635, se hizo un nuevo intento de desarrollar el castillo con la construcción de un ala diseñada por François Mansart. Pero los problemas financieros detuvieron el proyecto en 1638 y Gastón, incapaz de vivir allí (la escalera no se había construido y las viviendas no tenían suelo), se vio obligado a ocupar el ala François I (que habría sido destruida si el proyecto se hubiera llevado a cabo). De esta época datan las modificaciones de los pisos reales. Gastón vivió allí después de la Fronda de 1652 a 1653, y murió allí el 2 de febrero de 1660 cuando el castillo fue abandonado.

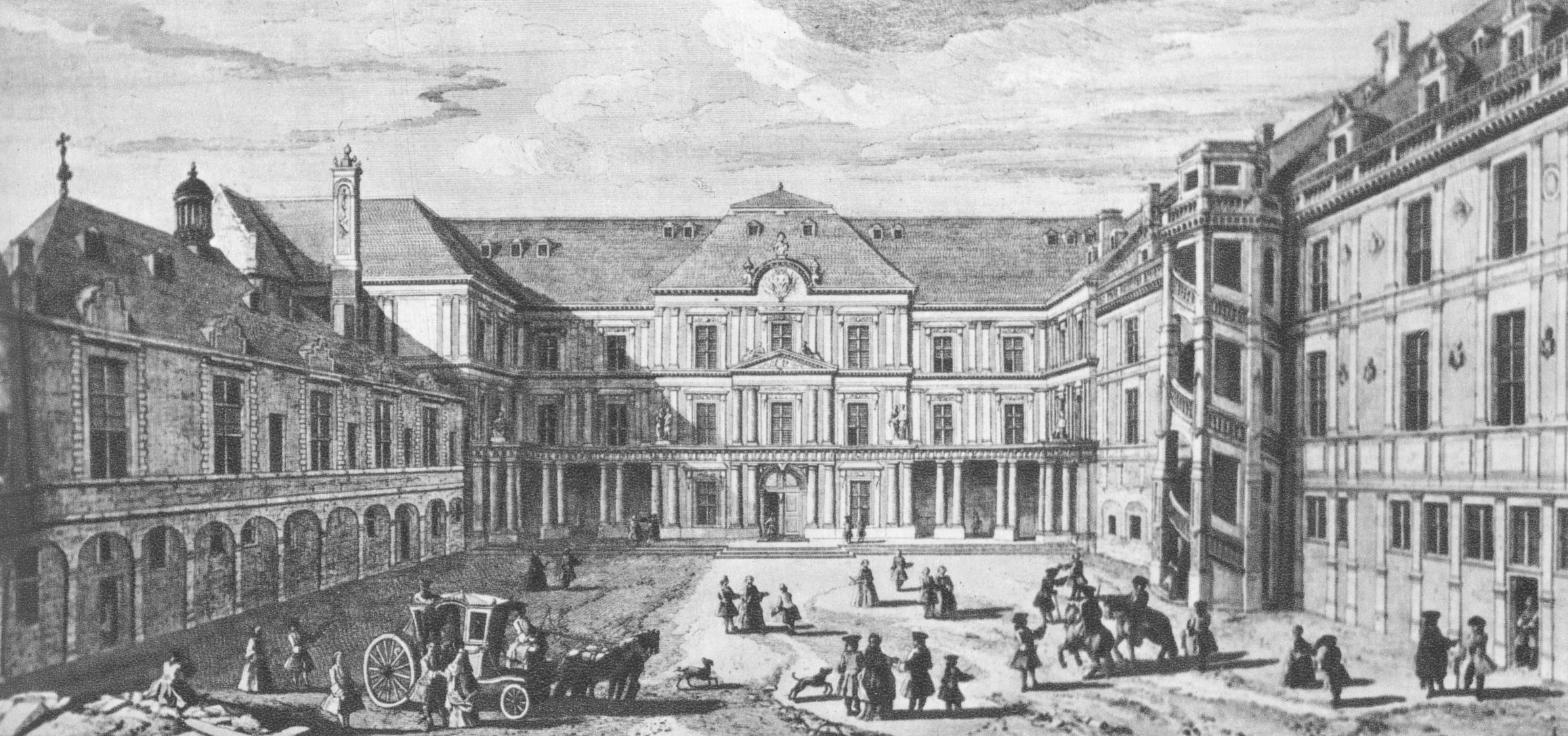
Dibujo del castillo de Blois, por Jacques Rigaud.

Abandonado por Luis XIV, el castillo ya no está habitado. En el siglo XVIII, el rey cedió las instalaciones a antiguos sirvientes que dividieron el interior del castillo en varios pisos pequeños. Hacia 1720, la Regencia pensó durante un tiempo en llevar allí al Parlamento en el exilio. Ni Luis XV ni Luis XVI lo visitaron. Luis XVI lo consideraba "un castillo que no sirve para nada y a lo sumo para venderlo". En un edicto de febrero de 1788, decide vender o demoler el castillo entre varias residencias reales o edificios independientes de la Corona que ya no se utilizan y cuyo mantenimiento constituye una sangría financiera, entre ellos los de Choisy-le-Roi, Madrid, La Muette y Vincennes. El castillo de Blois se puso a la venta en 1788 pero, al no encontrar comprador, el regimiento de regimiento Royal-Comtois se instaló allí.

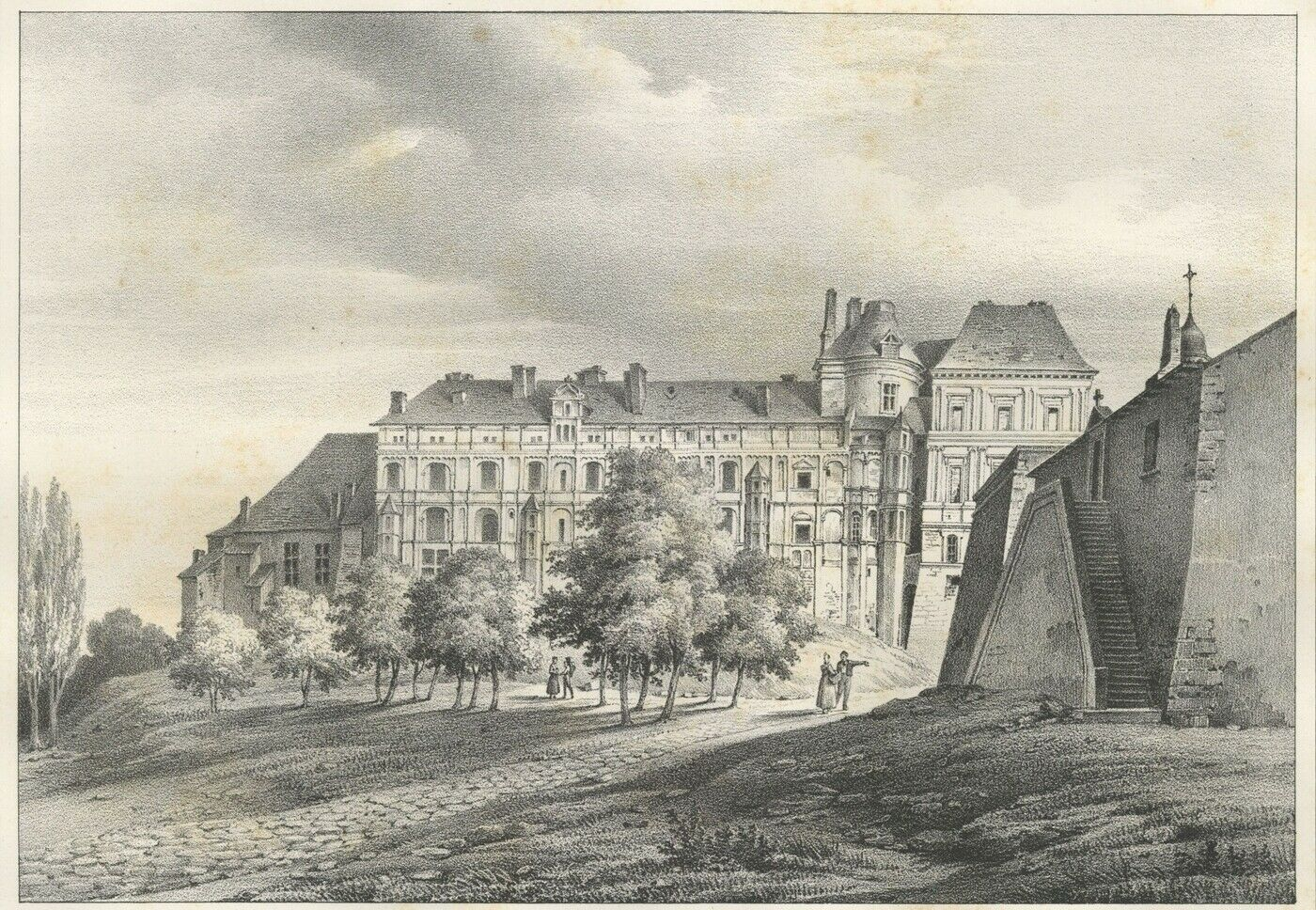
Dibujo del castillo de Blois, por C. Molle a partir de una obra de Charles-Caïus Renoux.

### Después de la Revolución

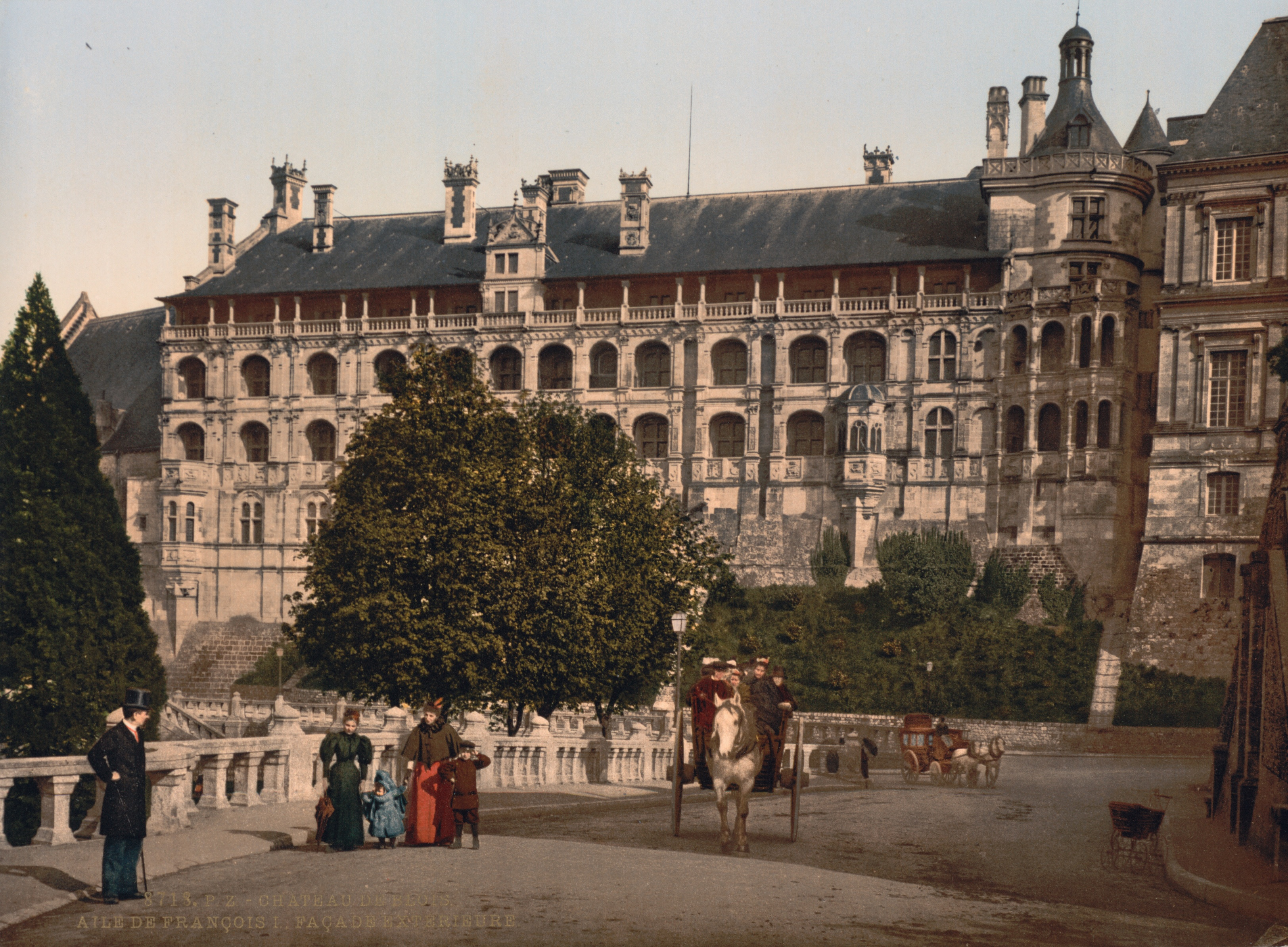
El castillo de Blois a finales del siglo.

Cuando estalló la Revolución francesa, el castillo llevaba 130 años abandonado y los revolucionarios, deseosos de eliminar todo vestigio de realeza, lo saquearon de muebles, estatuas y otros accesorios. La colegiata del San Salvador, situada en la explanada, fue vendida al empresario Guillon, que la destruyó por completo. El estado del castillo en su conjunto era tal que incluso se pensó en su demolición, hasta que Napoleón Bonaparte decidió cederlo al municipio de Blois el 10 de agosto de 1810. Sin embargo, debido a la falta de dinero, el castillo volvió a utilizarse como cuartel del ejército. En 1834, la mitad sur del ala Gastón de Orleans fue destruida para crear cocinas militares. La presencia militar en el castillo no impidió que el ala François I se abriera al público bajo la Restauración. El castillo fue visitado por Víctor Hugo, Honoré de Balzac o incluso Alejandro Dumas.
En 1840, bajo el reinado de Luis Felipe, el castillo fue clasificado como monumento histórico gracias a la acción de Prosper Mérimée, que obtuvo la restauración del edificio el 24 de julio de 1844. En 1846, se encargó a Félix Duban restaurar los pisos reales del ala Francisco I. Combinó colores intensos (rojo y azul) con dorados. Ayudado por Jules de La Morandière, Duban se inspiró para la decoración interior en grabados de época y en la obra del erudito Luis de la Saussaye. La restauración continuó hasta la muerte de Félix Duban en 1871. El castillo se transformó entonces en museo. Las restauraciones emprendidas entre 1870 y 1879 estuvieron bajo la dirección de Jules de La Morandière.
En 1850, Pierre-Stanislas Maigreau-Blau, alcalde de Blois, fundió el Museo de Bellas Artes de Blois, que instala en el ala Francisco I. Fue en esta época cuando las provincias crearon sus propios museos, fomentando así el estudio de las artes. El museo se inauguró finalmente en el ala Luis XII en 1869.

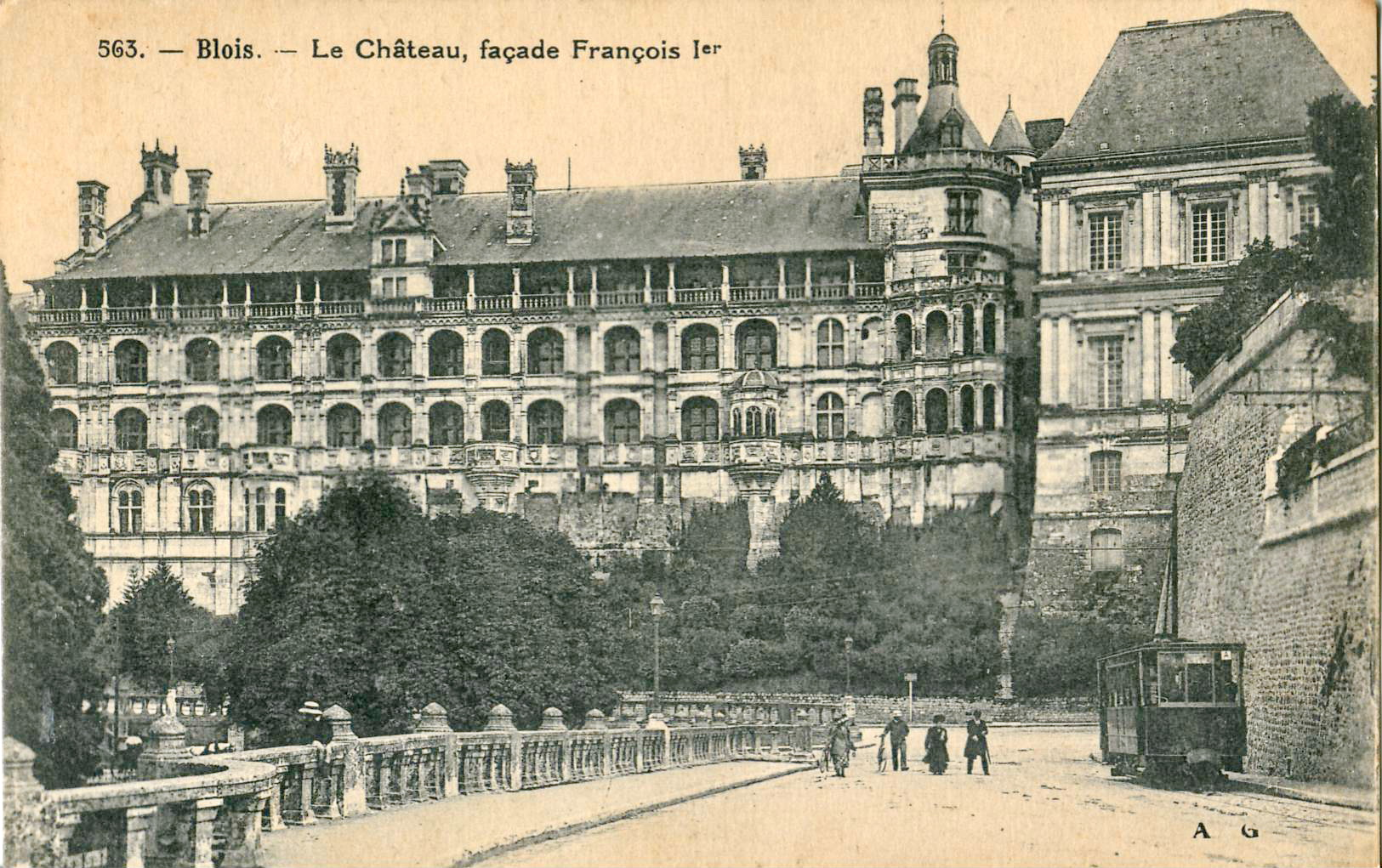
Un coche del tranvía de Blois pasando abajo del castillo, a principios del siglo.

Entre 1880 y 1913 se llevó a cabo una segunda restauración. Se confió a un inspector general de monumentos históricos, Anatole de Baudot, que dirigió esencialmente las obras de restauración del tejado y del suelo, de algunos ornamentos y de acondicionamiento de un sistema de evacuación de las aguas pluviales. Alphonse Goubert, sucesor de Baudot al frente de la obra, decidió restaurar el ala Gastón de Orleans. Mandó construir una escalera monumental de piedra basada en los bocetos de Mansart. En 1921, también creó un museo lapidario en las antiguas cocinas del castillo.
Durante la Segunda Guerra Mundial, la fachada sur del castillo (principalmente el ala Luis XII) resultó dañada por los bombardeos. Las vidrieras de la capilla fueron destruidas. Las obras de restauración, iniciadas en 1946, se confiaron a Michel Ranjard.
El 23 de mayo de 1960 se emitió un sello de correos que representa al castillo.

### Época contemporánea
En la actualidad, el castillo es propiedad del municipio de Blois. Durante los años 1990, Pierre Lebouteu y Patrick Ponsot llevaron a cabo una nueva restauración. En particular, se restauraron los tejados, las fachadas exteriores y los suelos del ala François I. Gilles Clément, arquitecto paisajista, recibió el encargo de trabajar en el parque. Para dar vida al castillo, en los años 90 se diseñó un espectáculo de luz y sonido con las voces de Robert Hossein, Pierre Arditi y Fabrice Luchini, escrito por Alain Decaux y musicado por Éric Demarsan: "Ainsi Blois vous est conté..." (Así se os cuenta Blois...).
Aún hoy continúan las restauraciones específicas. El castillo recibió 353 521 visitantes en 2019.

## Arquitectura

### Ala Luis XII
Si se entra en el castillo por el ala Luis XII, llama la atención su policromía de ladrillo y piedra. La entrada está coronada por una estatua ecuestre del soberano. Esta ala es de estilo gótico como lo atestiguan las molduras, los tribulados y los pináculos de los tragaluces. Se pueden encontrar, también, algunos elementos de estilo renacentista, como un pequeño candelabro.

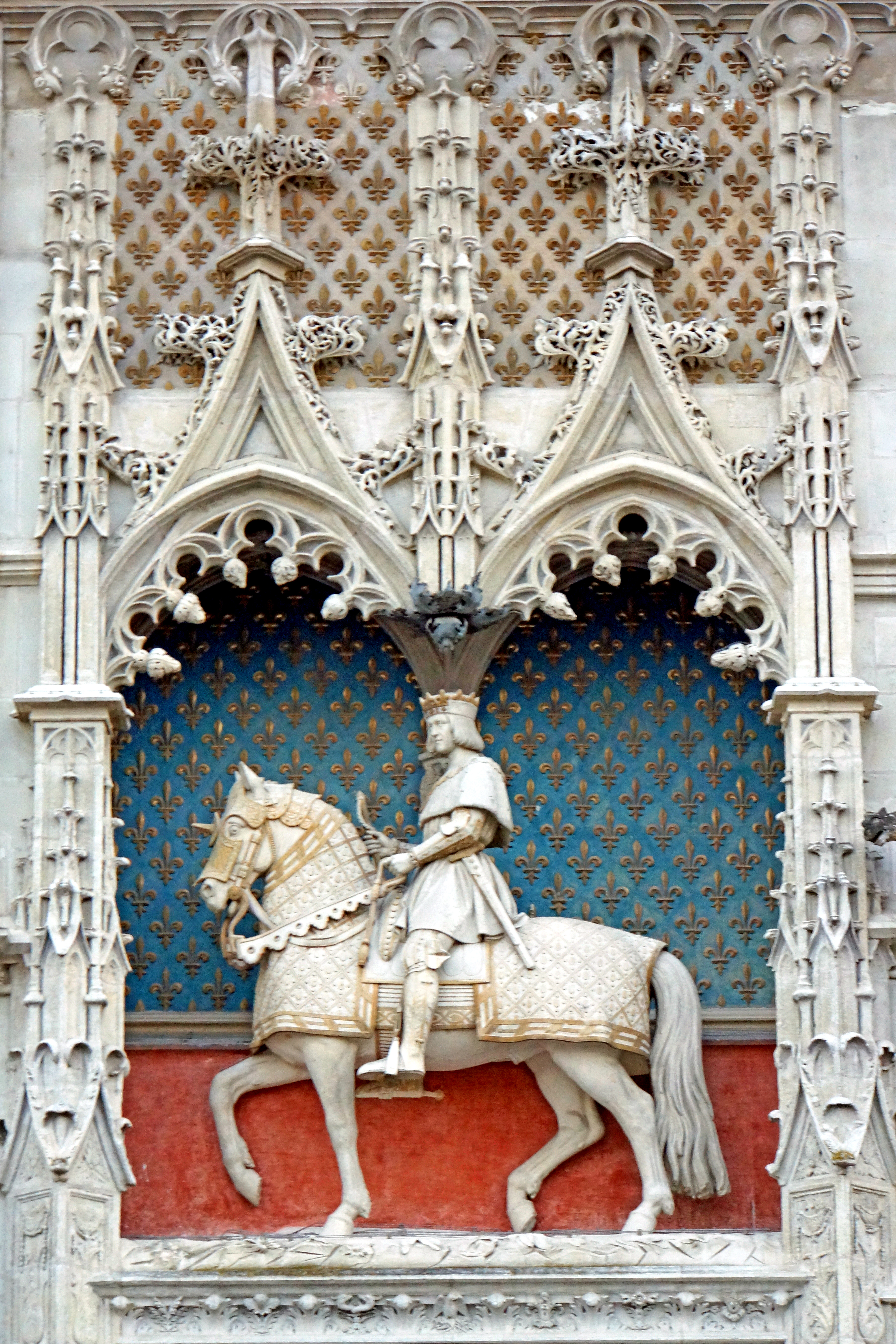
Estatua ecuestre de Luis XII encima de la entrada del castillo de Blois.

### Ala Francisco I

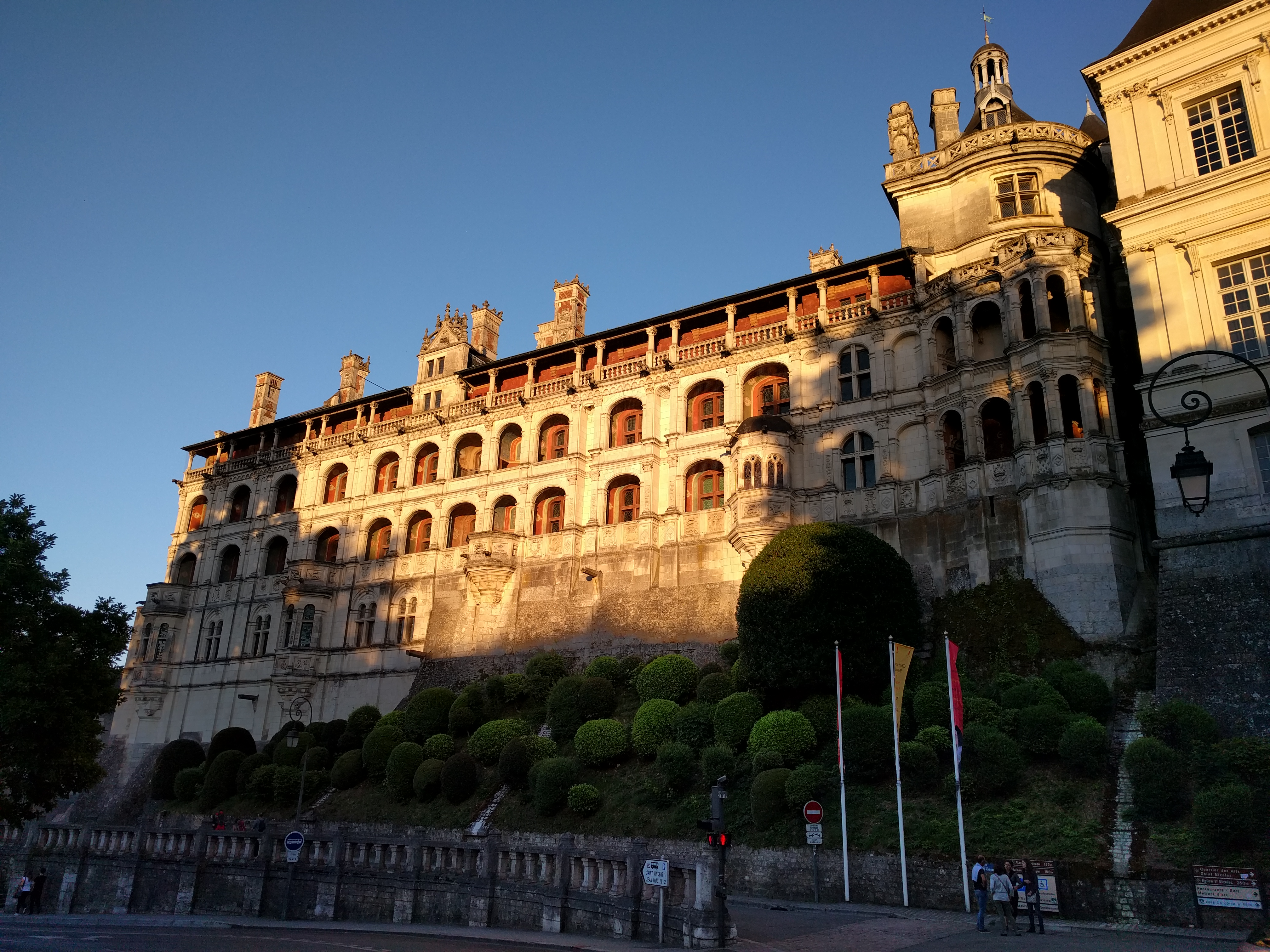
La Fachada de las Logias en el ala de Francisco I

En el ala Francisco I, la arquitectura y la ornamentación son de estilo italiano. El elemento central es la monumental escalera. Adornada con delicadas esculturas, se ilumina por medio de grandes ventanales que dan al patio de castillo. Detrás del ala se encuentra la fachada de las Logias, caracterizada por una serie de estancias sin comunicación.

### Ala de Gastón de Orleans
La realización del ala Gastón de Orleans fue confiada a François Mansart. Esta ala ocupa el fondo el patio, frente al ala Luis XII. La antesala tiene tres tramos en los que se puede distinguir la superposición de los órdenes dórico, jónico y corintio.